# 서양송로

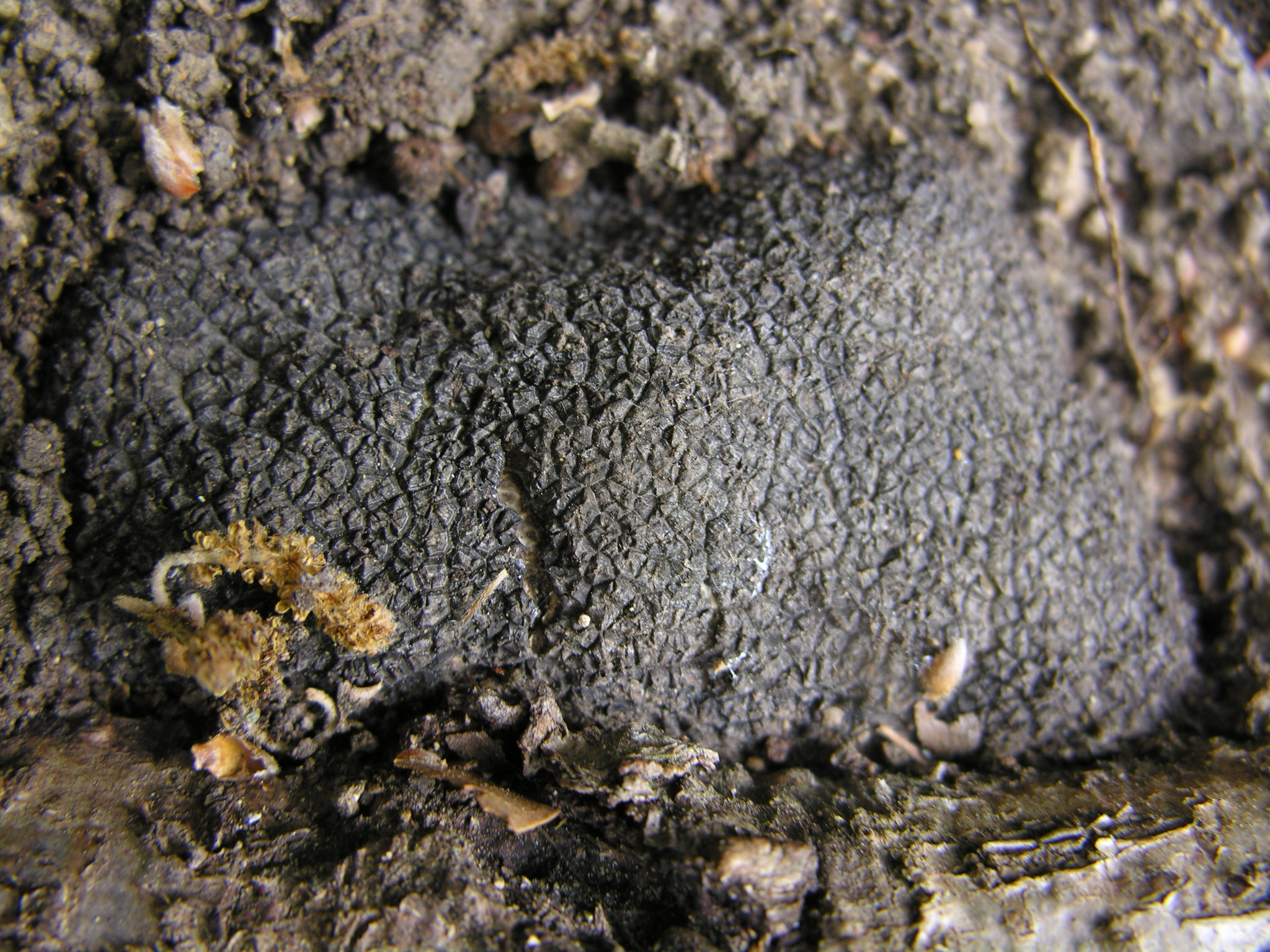
자연 상태의 트러플

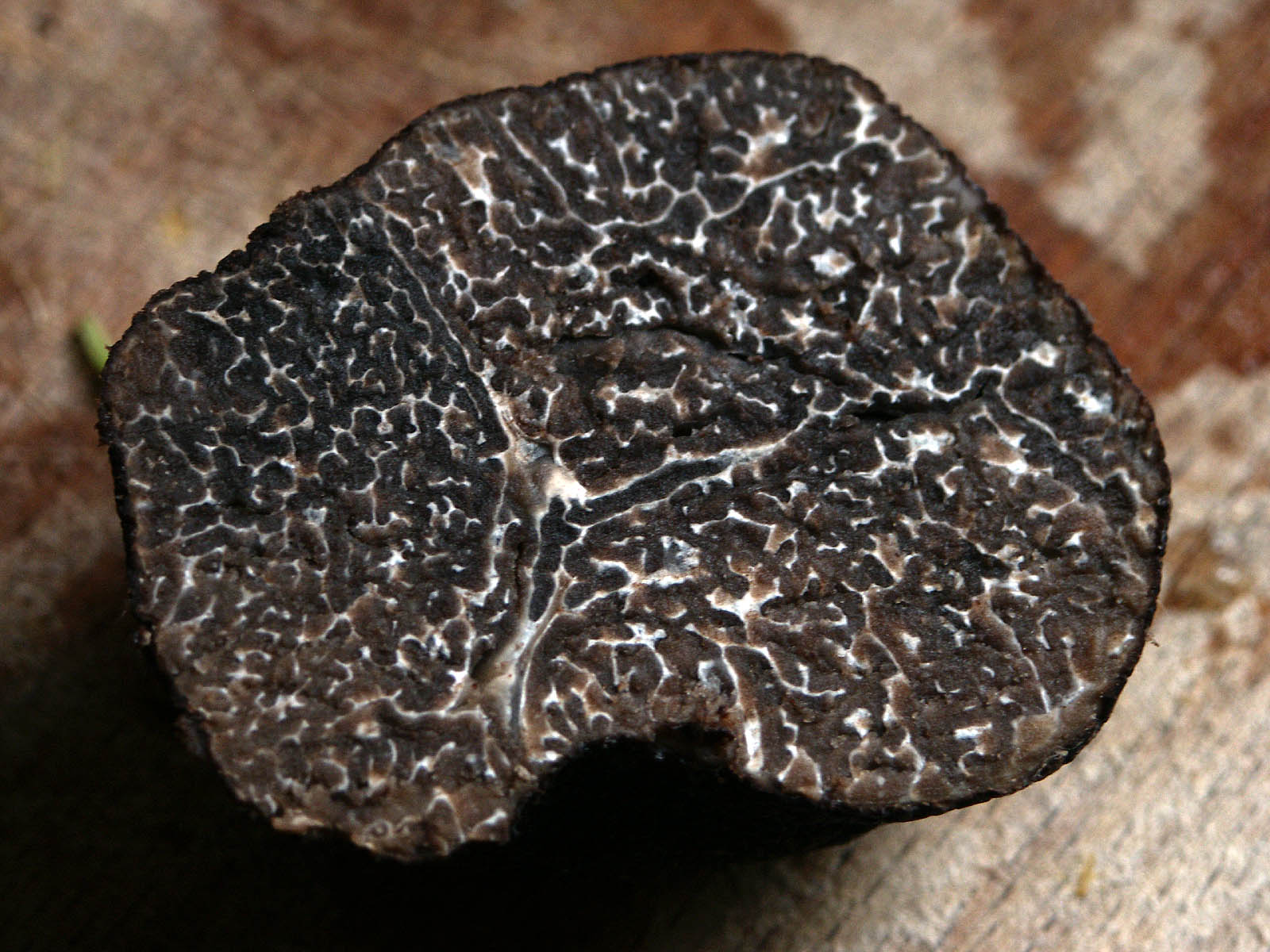
트러플 절단면

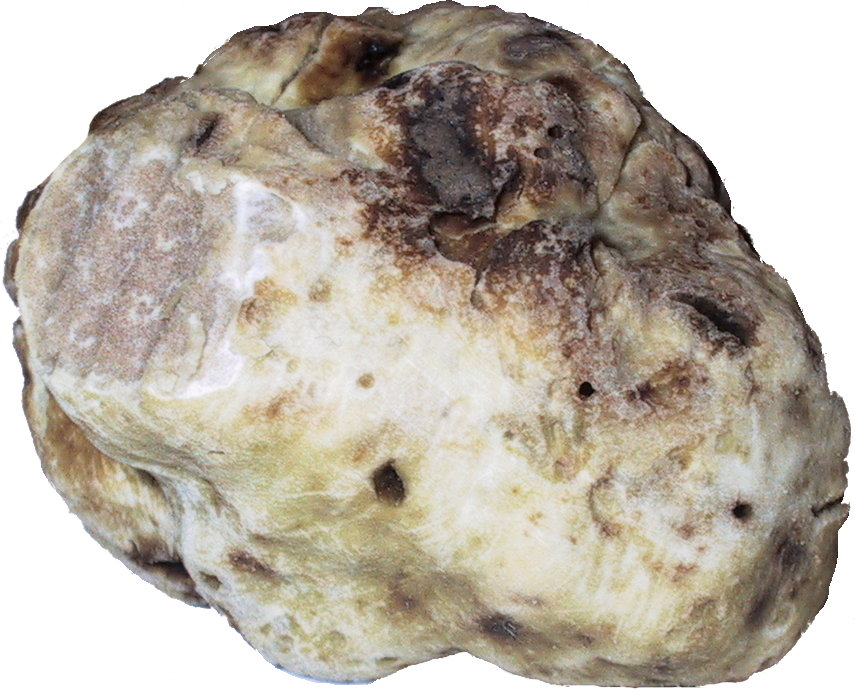
화이트 트러플

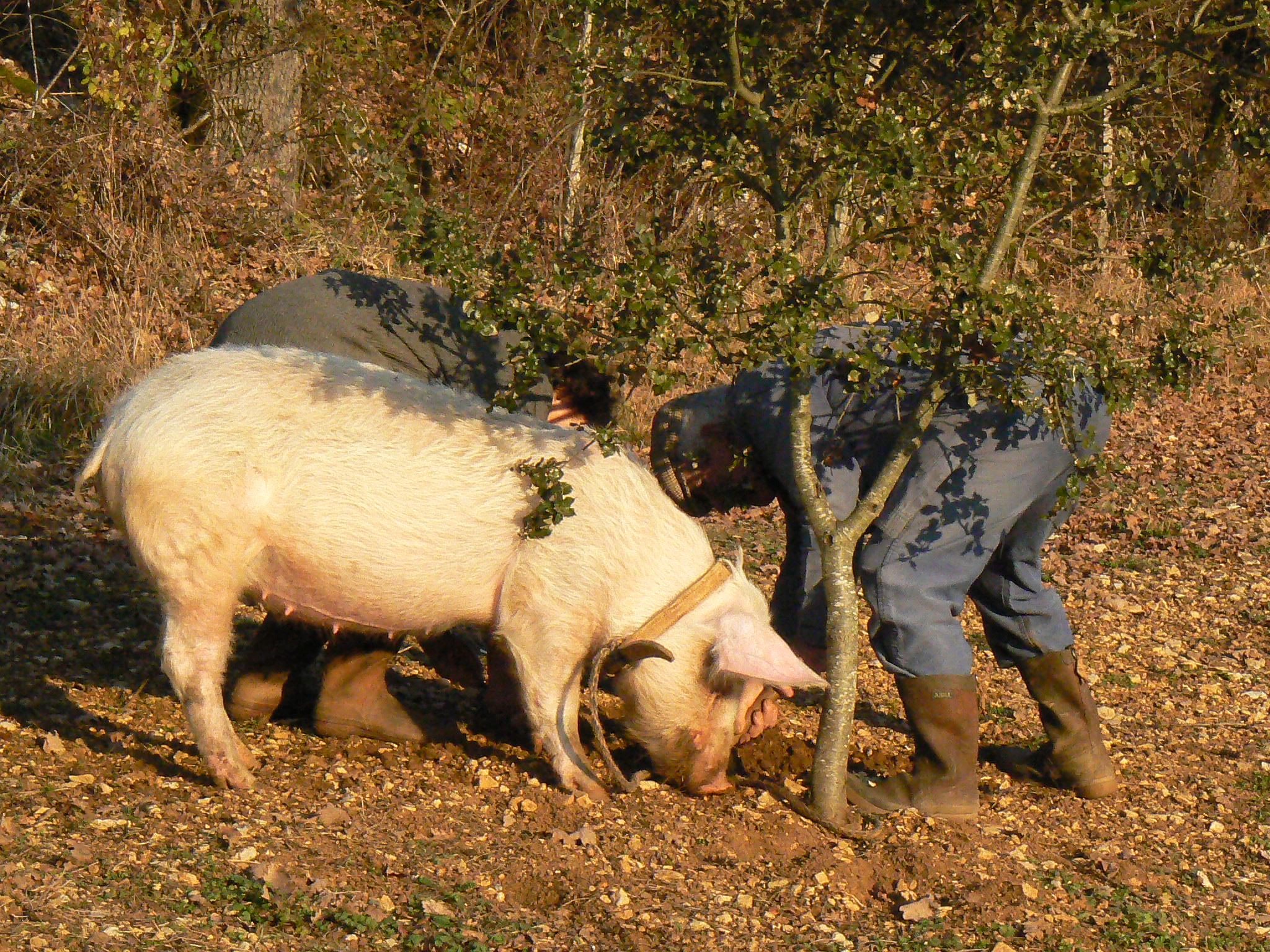
돼지를 이용해 트러플을 찾고 있다.

서양송로(西洋松露), 트뤼프(프랑스어: truffe) 또는 트러플(영어: truffle)은 식용 버섯의 하나로, 고급 식재료로 꼽힌다. 자낭균류 덩이버섯속에 속한다. 푸아그라 · 캐비어와 함께 세계 3대 진미로 손꼽힌다.

## 상세적 사용 방법
트러플은 상당히 고급 식재료이다. 보통은 향미를 증진시키기 위해 스프에 넣어먹거나, 뇨키의 재료에 사용되거나, 스테이크 위에 올리는데, 가격은 매우 비싸다.

## 서식지와 찾는 방법
나무 뿌리 주변의 땅속에서 8~30cm가량 자라는데, 찾기가 어려워 개 또는 돼지를 수년간 훈련시켜 후각을 이용해 찾아낸다. 산지에 따라 맛은 조금씩 다르며, 프랑스산의 검은색 트러플와 이탈리아산의 흰색 트러플을 좋은 것이라고 여긴다.

## 효과
송로버섯은 독특한 향기를 가지고 있으며, 최음효과가 있다고 알려져 있다. 송로버섯을 먹으면 사람의 몸이 흥분하여 성적인 욕구가 생기게 한다는 것이다. 실제로 17세기 유럽 전역에서 송로버섯은 최음제로 인기를 누렸다. 프랑스 루이 15세의 정부(情婦)였던 퐁파두르 후작 부인은 왕의 사랑을 받기 위해 매일 송로버섯 가루를 넣은 음식을 먹었다는 이야기가 전해진다.

## 가격
송로버섯은 가격이 매우 비싸서 '땅 속의 다이아몬드'로 불린다. 품질에 따라 가격 차이가 큰데, 일반 상품은 500g에 158만원에 판매되고 있으며 최고급품은 1억원 이상의 고가에 거래되기도 한다. 2010년 11월 14일 이탈리아에서 열린 경매에서 900g 송로버섯이 1억 6,000만원에 낙찰되었는데, 낙찰자는 한국계 여성이었다.

## 같이 보기
- 알버섯